# Heilig Hartbeeld (Maastricht, Tongerseweg)
Het Heilig Hartbeeld is een standbeeld in de Nederlandse plaats Maastricht, in de provincie Limburg.

## Achtergrond
In de jaren 1870-1890 werd de Sint-Servaasbasiliek gerestaureerd onder leiding van architect Pierre Cuypers. Hij liet daarbij onder andere het gotische portaal aan het huidige Keizer Karelplein vernieuwen. In 1919 werd een Heilig Hartbeeld geplaatst op een klokvormige sokkel voor de entree. Het beeld is gemaakt door Joseph Cuypers, een zoon van de architect, die het gezicht van zijn vader als model voor Christus zou hebben gebruikt, iets wat bij de Maastrichtenaren niet in goede aarde viel.
Het beeld werd in 1981 verwijderd in verband met aanpassingen van het Keizer Karelplein. In 1984 werd het geplaatst op de Algemene Begraafplaats Tongerseweg. In 1991 werd op de voormalige locatie aan het Keizer Karelplein de Sint-Servaasfontein geplaatst, met een beeld van Charles Vos uit 1934, dat eerder op het Vrijthof had gestaan.

## Beschrijving
Het beeld toont een Christusfiguur, staande op een halve wereldbol, omgeven door wolken. Hij houdt zijn beide armen gespreid en toont in zijn armen de stigmata. Op zijn borst is in reliëf het Heilig Hart zichtbaar, omwonden door een doornenkroon.
Het beeld staat sinds de verhuizing naar de begraafplaats op een eenvoudige, gemetselde sokkel.

## Trivia
Het beeld werd door de lokale bevolking vroeger ook wel de 'verkeersregelaar' genoemd.